# Pożywka Clauberga
Pożywka Clauberga – jest to wybiórcza pożywka używana w mikrobiologii do hodowli maczugowca błonicy. Zawiera ona agar, pepton, NaCl oraz składnik specjalny, tellurek potasu. Rosnące kolonie przyjmują zabarwienie czarne lub szaroczarne.